# Rocles (Allier)
Rocles – miejscowość i gmina we Francji, w regionie Owernia-Rodan-Alpy, w departamencie Allier.

## Demografia
Według danych na rok 1990 gminę zamieszkiwało 367 osób, a gęstość zaludnienia wynosiła 17 osób/km². W styczniu 2015 r. Rocles zamieszkiwało 406 osób, przy gęstości zaludnienia wynoszącej 18,8 osób/km².